# Українсько-туркменські відносини
Протокол про встановлення дипломатичних відносин між Туркменістаном і Україною був підписаний 10 жовтня 1992 року в Ашгабаті.

## Посольство України в Туркменістані
Посольство України в Туркменістані (м. Ашгабат) відкрилося у 1995 році. Посольство розташовується за адресою: м. Ашхабат, вул. Азаді, 49.
З липня 2010 року Посольство очолює Надзвичайний і Повноважний Посол України у Туркменістані Валентин Шевальов.

### Посли
Надзвичайні і Повноважні Посли України в Туркменістані:
1. Чупрун Вадим Прокопович (травень 1995 року — вересень 2004 року)
2. Майко Віктор Анатолійович (березень 2005 року — травень 2010 року)
3. Шевальов Валентин Миколайович (липень 2010 року — серпень 2019 року)
4. Шевальов Валентин Миколайович (з 2 вересня 2019 року, т. п.)[3]

## Посольство Туркменістану в Україні

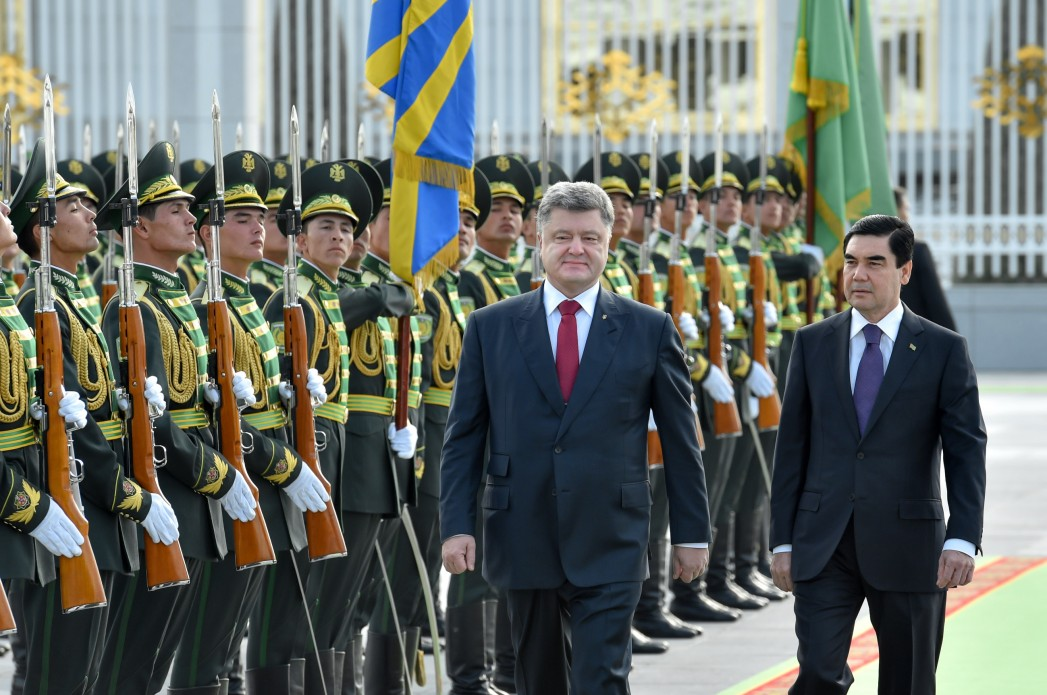
Президент України Петро Порошенко та президент Туркменістану Гурбангули Бердимухамедов під час офіційного візиту президента України до Туркменістану в жовтні 2015 року

Посольство Туркменістану в Україні (м. Київ) відкрилося у 1995 році. Посольство розташоване за адресою: м Київ, вул. Пушкінська, 6.
З березня 2010 року Посольство очолює Надзвичайний і Повноважний Посол Туркменістану в Україні Нурберди Аманмурадов.

### Посли
1. Алов Недірмамед Аловович (1995—1999)
2. Байрамов Аман-Гильди Овезович (1999—2005)
3. Непесов Арслан Сакоєвич (2007—2008)
4. Мурадов Сердар Сахатович (2008—2010)
5. Аманмурадов Нурберди Аманмурадович (2010-)

## Співробітництво в галузях науки та освіти
Співробітництво в сферах науки та освіти є важливою складовою частиною всього комплексу двосторонніх відносин між Україною і Туркменістаном. Основою взаємовідносин є досить широка нормативно-правова база (міждержавні угоди, а також договори між різними закладами та установами). Країни розширюють зв’язки між науково-дослідними центрами, навчальними закладами, здійснюють спільні програми та розробки, зокрема в галузі передових технологій. Україна і Туркменістан взаємодіють у сфері підготовки наукових і педагогічних кадрів, а також заохочують обміни вченими, викладачами, стажистами і студентами. Туркменістан займав перше місце серед іноземних країн за кількістю студентів, які навчалися в Україні.